# Thee Michelle Gun Elephant
A Thee Michelle Gun Elephant (gyakori rövidítése:  TMGE) japán garázsrock/blues rock/punk blues zenekar volt. 1991-ben alakultak.

## Története
Tagjai a tokiói Meiji Gakuin Universityn ismerték meg egymást. Érdekes nevük onnan származik, hogy egy barátjuk rosszul ejtette ki a Thee Headcoats együttes és a The Damned Machine Gun Etiquette című albumának nevét.
2003. október 11-én bejelentették feloszlásukat. Gitárosuk 2009. július 22-én vérömleny következtében elhunyt.
Az HMV "100 legjobb japán zenész" listáján a 77. helyet szerezték meg.
Zenei hatásaiknak a The Stooges-t, a Thee Headcoats-t, a The Rolling Stones-t és az MC5-ot jelölték meg.

## Diszkográfia
- Maximum! Maximum!! Maximum!!! (1993)
- Cult Grass Stars (1996)
- High Time (1996)
- Chicken Zombies (1997)
- Gear Blues (1998)
- Casanova Snake (2000)
- Rodeo Tandem Beat Specter (2001)
- Sabrina Heaven (2003)
- Sabrina No Heaven (2003)

### Koncertalbumok
- Casanova Said "Live or Die" (2000)
- Last Heaven's Bootleg (2003)

### Kislemezek
- Sekai no Owari (1996)
- Candy House (1996)
- Lily (1996)
- Culture (1997)
- Get Up Lucy (1997)
- The Birdmen (1997)
- G.W.D (1998)
- Out Blues (1998)
- Smokin' Billy (1998)
- GT400 (2000)
- Baby Stardust (2000)
- Abakareta-Sekai (2001)
- Taiyou wo Tsukande Shimatta (2002)
- Girl Friend (2003)
- Electric Circus (2003)

### B-oldalas válogatások
- Rumble (1999)

### Válogatáslemezek
- TMGE 106 (2000)
- Collection (2001)
- Grateful Triad Years (2002)
- Thee Greatest Hits (2009)

### Egyéb kiadványok
- Wonder Style (1995, 1997-ben újból kiadták)
- Vibe On! (1998)
- Kwacker (Mick Green-nel, 2001)